# Chocianów
Chocianów is een stad in het Poolse woiwodschap Neder-Silezië, gelegen in de powiat Polkowicki. De oppervlakte bedraagt 7,31 km², het inwonertal 8232 (2005).

## Verkeer en vervoer
- Station Chocianów